# Nivigne et Suran
Nivigne et Suran község Franciaország Auvergne-Rhône-Alpes régiójában, Ain megyében. Új községként 2017. január 1-jén jött létre Chavannes-sur-Suran és Germagnat egyesítésével. Lakossága az egyesítéskor 804 fő volt. Lakosainak száma 822 fő (2022. január 1.).

## Népesség
| Lakosok száma | 800  | 814  | 818  | 853  | 843  | 832  | 822  |
|               | 2015 | 2017 | 2018 | 2019 | 2020 | 2021 | 2022 |